# Qapanlı (Şəmkir)
Qapanlı è un comune dell'Azerbaigian situato nel distretto di Şəmkir.